# Andrista
Andrista (Andrista in dialetto camuno) è una frazione del comune di Cevo in Val Camonica.

## Geografia fisica

### Territorio
Andrista fa parte del Comune di Cevo, pur essendo molto più vicino all'abitato di Cedegolo, sopra il quale si trova in posizione dominante. Occupa un dosso ben visibile all'uscita della Valle di Saviore al di sotto del Colle dell'Androla.
Si trova sulla quarta tappa del Cammino di Carlo Magno, che da Lovere conduce a Ponte di Legno e che ripercorre la strada che Carlo Magno, secondo la leggenda, intraprese nel XV secolo conquistando e convertendo al Cristianesimo (facendo tra l'altro costruire numerose chiese) le popolazioni stanziate tra Pavia e Verona .
Andrista è attraversato da un torrente, il Coppo, che nel centro del paese si getta in una pittoresca cascata, e che un tempo alimentava i mulini che gli abitanti utilizzavano per la macina della farina .

## Storia
Il 17 settembre 1423 il vescovo di Brescia Francesco Marerio investe iure feudi dei diritti di decima nei territori di Monno, Cevo, Andrista, Grumello, Saviore, Cemmo, Ono, Sonico, Astrio, Malegno, Cortenedolo, Vione, Incudine e Berzo Demo a Bertolino della Torre di Cemmo .
Su alcune antiche carte topografiche e catastali era chiamato Andresta. Il nome è da porre in relazione al Colle dell’Andròla e probabilmente ha il significato di  “adritto” o “andritto”, termine di origine latina che designa un luogo aprico, esposto al sole.

### Ricorrenze
Il 5 e 6 gennaio si festeggia ad Andrista la festa del Badalisc, la mitica creatura che vive nei boschi.
Esso non scende fino in paese, perciò è necessario catturarlo, con l'aiuto di una fanciulla (impersonata sempre da un ragazzo travestito da donna).
Per la gente di Andrista il Badalisc non è ritenuto un essere ostile, ma rappresenta un'entità sovrumana da trattare con riverenza, tanto che il punto saliente della festa è il cosiddetto discorso del Badalisc.

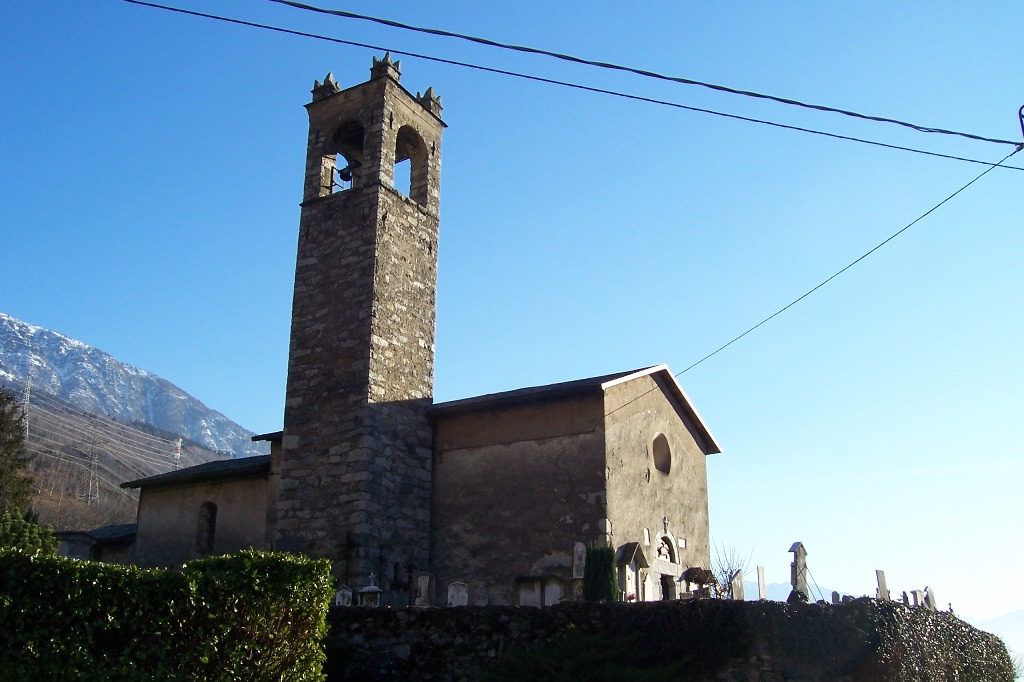
Chiesa dei santi Nazario e Celso

Inoltre in questo periodo la gente del paese rivela apertamente i contrasti interni alla comunità e dirime le controversie sorte in paese nel corso dell'anno.
Al termine dei due giorni di festa il Badalisc è lasciato libero, ma viene invitato a fare ritorno l'anno dopo, con la promessa che non troverà più gli stessi problemi.
In passato alle donne non era concesso partecipare alla festa, e ascoltare il discorso del Badalisc, in quanto il racconto di certe azioni immorali poteva indurle ad agire male a loro volta.

## Monumenti e luoghi d'interesse

### Architetture religiose
Le chiese di Andrista sono:
- Chiesa dei Santi Nazario e Celso, quattrocentesca, sul portale la data 1653. Contiene affreschi di Giovanni Pietro da Cemmo
- Parrocchiale della Madonna del Carmelo, di struttura tardo barocca.

## Società

### Tradizioni e folclore
Gli scütüm sono nei dialetti camuni dei soprannomi o nomignoli, a volte personali, altre indicanti tratti caratteristici di una comunità. Quello che contraddistingue gli abitanti di Andrista è Gach (Gatti).
- 22-24 marzo si tenevano le Rogazioni..[6]

## Galleria d'immagini

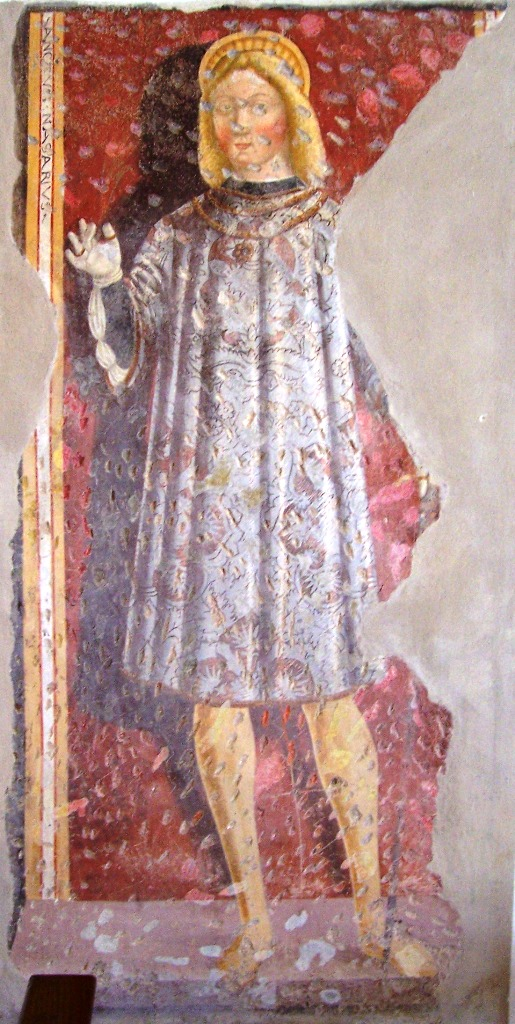
Chiesa di Nazzario: San Nazzario
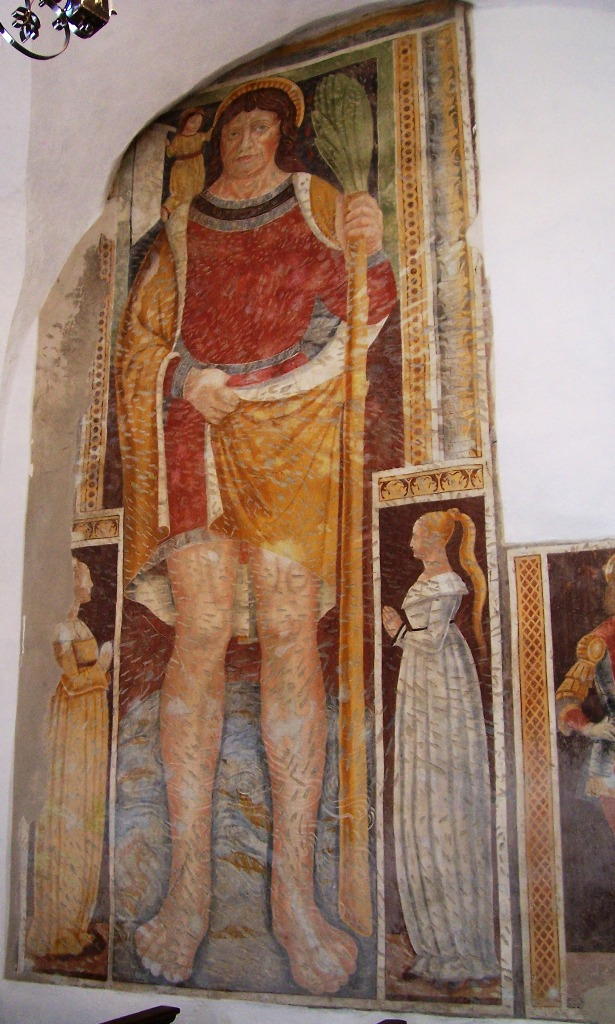
Chiesa di Nazzario e Celso
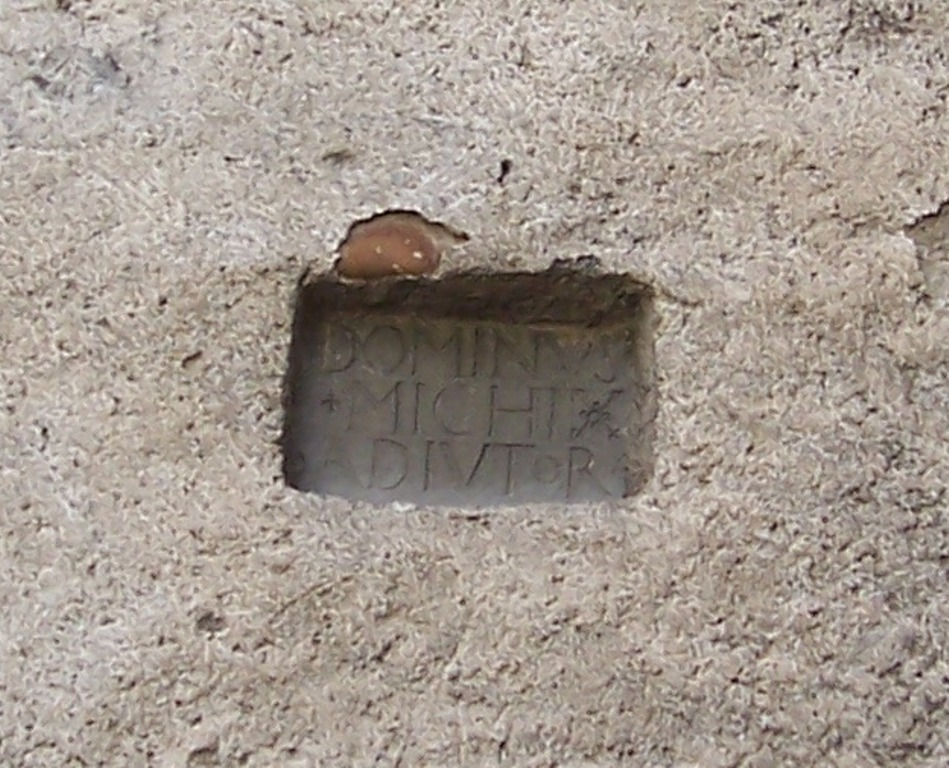
Iscrizione a San Michele sulla chiesa di Nazzario e Celso